# Black Library
Black Library è una casa editrice britannica e una divisione di Games Workshop (precedentemente parte di BL Publishing) che si dedica alla pubblicazione di romanzi e audiolibri (e ha già prodotto libri d'arte, libri background e graphic novel) ambientati negli universi immaginari di Warhammer e Warhammer 40000, come ad esempio la serie di romanzi dell'Eresia di Horus. Alcuni dei titoli più noti della Black Library includono le serie di romanzi Gaunt's Ghosts e Eisenhorn di Dan Abnett e la serie Gotrek e Felix di William King e Nathan Long.
Gli autori di questi romanzi, graphic novel e fumetti hanno creato trame e personaggi originali basati su armate giocabili nel gioco principale di Warhammer 40.000 e nei suoi numerosi spin-off (come Epic, Necromunda, Inquisitor e gli altri della Specialist Games). Questi lavori vengono poi promossi con contributi di storie, sinossi della trama e regole sulla rivista White Dwarf e sul sito web ufficiale di Games Workshop. Il risultato è una fusione dei giochi da tavolo con la letteratura sci-fi e fantasy.
Molte trame dei suoi libri sono nate da storie brevi scritte dagli stessi autori su Inferno!

## Storia
La casa editrice prende il nome dalla fittizia Black Library che compare nell'ambientazione di Warhammer 40.000. La "Biblioteca Nera" è il luogo in cui la civiltà Eldar conserva la sua raccolta di conoscenza del Caos e dei Necron.
Sostituendo Boxtree e GW Books, Black Library è stata fondata nell'aprile 1997 per pubblicare "Inferno!" Magazine, un'antologia bimestrale di racconti, fumetti e storie tratte dai mondi di Warhammer. Black Library è nata come team di Games Workshop riunito per la rivista INFERNO!. Il successo di Inferno! ha generato i fumetti di Warhammer Monthly, e poi dal settembre 1999 una lunga serie di romanzi fantasy e di fantascienza. Il loro primo libro d'arte, Inquis Exterminatus, è stato pubblicato nel maggio 1999. Il catalogo della Black Library ora comprende ben oltre duecento titoli, con un romanzo di Warhammer e un romanzo di Warhammer 40.000 che appaiono ogni mese.
Nell'ottobre 2003 la Black Library Publishing ha avviato una stampa sorella, la Black Flame, che applicava lo stesso stile pulp ai romanzi con personaggi della New Line Cinema come Freddy Krueger e Jason Voorhees, e un fumetto 2000 AD con il Giudice Dredd e altri. Nel 2006, Black Flame ha prodotto il romanzo per il film della New Line Snakes on a Plane. Nell'estate del 2005 la BL Publishing ha annunciato un'altra etichetta di fiction, Solaris Books, che pubblicherà fantascienza e fantasy originali. Solaris Books è stata successivamente venduta a Rebellion, che possiede anche Abaddon Books.

## Black Library in Italia
I romanzi pubblicati da Black Library sono stati tradotti e pubblicati in Italia tramite varie case editrici che nel corso degli anni ne hanno acquisito i diritti.

### Hobby & Work
Hobby & Work ha pubblicato romanzi e racconti legati agli universi di Warhammer dal 1996 al 2007. Inizialmente la pubblicazione era dedicata esclusivamente a vari racconti brevi di Warhammer Fantasy distribuiti nei ventotto fascicoli Avventure Fantasy nel Cupo Mondo di Warhammer, realizzati in collaborazione con Nexus Editrice e Studio Horley-Parente. I fascicoli erano accompagnati da articoli d'approfondimento, alcune miniature e delle avventure per due o più giocatori intitolate Warhammer Adventures, scritte da Andrea Angiolino.
Successivamente si passò alla pubblicazione di Warhammer Fantasy e Warhammer 40.000 tramite le collane di romanzi Fantasy World e Future World. Infine, dal 2006 alcuni romanzi sono stati ristampati con nuove copertine all'interno della collana Fantastic Novels. Le date riportate in questa sezione sono legate alle prime pubblicazioni, non alle ristampe.

#### Warhammer Fantasy

##### Avventure Fantasy nel Cupo Mondo di Warhammer
I racconti che danno il nome ai singoli fascicoli sono stati originariamente pubblicati da Games Workshop tramite le case editrici Boxtree e GW Books, antenate di Black Library. Tramite questa serie, Hobby & Work ha quindi tradotto e pubblicato il contenuto delle antologie Wolf Riders, Ignorant Armies, The Laughter of the Dark Gods e Red Thirst.
- La Notte dei Misteri
- I Cavalieri dei Lupi
- Il Fiume del Tuono
- L'Oscurità sotto il Mondo
- La Città Sotterranea
- L'Artiglio dello Skaven
- I Misteri di Nuln
- Sete Rossa
- I Guardiani della Purezza
- La Mano Spettrale
- Eserciti Ignari
- Ai Confini della Terra
- La Risata degli Dei Oscuri
- L'Urlo della Bestia
- I Predoni e i Morti
- La Fortuna dell'Apprendista
- Il Fantasma di Yremy
- Il Circolo di Teschi
- Nel Castello di Drachenfels
- La Canzone
- Il Cacciatore di Streghe
- Il Topo Tileano
- Il Giardiniere di Parravon
- In Viaggio verso Sud
- Potenze e Magie
- La Nave delle Stelle
- Paesaggio di Tenebre
- La Luce della Trasfigurazione

##### Romanzi autonomi
- I Morti e i Dannati di Jonathan Green (2004)
- I Cavalieri della Morte di Dan Abnett (2004)

##### Gotrek & Felix
Per questa serie, Hobby & Work decise di cambiare leggermente i titoli scegliendo di usare "Sangue di" al posto del prefisso "Sventra-".
1. Sangue di Troll di William King (2002
2. Sangue di Skaven di William King (2003)
3. Sangue di Demone di William King (2003)
4. Sangue di Drago di William King (2003)
5. Sangue di Bestia di William King (2003)
6. Sangue di Vampiro di William King (2004)
7. Sangue di Gigante di William King (2004)

##### Schiavi dell'Oscurità
1. Gli Artigli del Caos di Gav Thorpe (2004)
2. Le Spade del Caos di Gav Thorpe (2004)
3. Il Cuore del Caos di Gav Thorpe (2005)

##### Marchio della Dannazione
1. Il Marchio della Dannazione di James Wallis (2004)
2. Il Marchio dell'Eresia di James Wallis (2005)

##### Geneviève
1. Drachenfels di Jack Yeovil (2005)
2. Geneviève: La Dama Immortale di Jack Yeovil (2005)
3. Artigli d'Argento di Jack Yeovil (2006)

##### Malus Lamanera
1. Darkblade di Dan Abnett e Mike Lee

##### Gilead
1. La Saga di Gilead di Dan Abnett e Nik Vincent (2002)

#### Warhammer 40.000

##### Eisenhorn
1. Xenos di Dan Abnett (2002)
2. Malleus di Dan Abnett (2003)
3. Hereticus di Dan Abnett (2003)

##### La Sporca Dozzina
1. La 13a Legione di Gav Thorpe (2002)
2. Kill Team di Gav Thorpe (2003)
3. Squadra di Annientamento di Gav Thorpe (2006)

##### Ultramarine
Tempesta di Ferro non è classificato come un romanzo facente parte della serie Ultramarine, tant'è che i protagonisti sono gli Space Marine del Caos dei Guerrieri di Ferro, ma Hobby & Work lo inserì comunque in questa serie perché uno dei personaggi era legato agli Ultramarine in quanto personaggio antagonista.
1. Nightbringer di Graham McNeill (2005)
2. Tempesta di Ferro di Graham McNeill (2005)
3. I Guerrieri di Ultramar di Graham McNeill (2006)

##### Gli Spettri di Gaunt
1. I Sopravvissuti di Tanith di Dan Abnett (2003)
2. Creatori di Spettri di Dan Abnett (2003)
3. Necropolis di Dan Abnett (2003)
4. Guardia d'Onore di Dan Abnett (2003)
5. Le Armi di Tanith di Dan Abnett (2004)
6. Argento Vivo di Dan Abnett (2004)
7. I Martiri di Sabbat di Dan Abnett (2005)
8. Il Generale Traditore di Dan Abnett (2005)

##### Lupi Siderali
1. L'Artiglio del Lupo di William King (2003)
2. L'Artiglio di Ragnar di William King (2003)
3. Il Lupo Grigio di William King (2003)
4. Le Lame del Lupo di William King (2004)

##### Le Guerre degli Inquisitori
1. Draco di Ian Watson (2004)
2. Harlequin di Ian Watson (2004)
3. I Figli del Caos di Ian Watson (2005)

### Mondadori
Mondadori ha pubblicato romanzi Black Library dal 2009 al 2010. Oltre a realizzare nuove edizioni di romanzi già precedentemente pubblicati da Hobby & Work, ha pubblicato anche alcuni inediti di Warhammer 40.000.

#### Warhammer Fantasy

##### Gotrek & Felix
1. Trollslayer di William King (2009)
2. Skavenslayer di William King (2009)
3. Daemonslayer di William King (2009)
4. Dragonslayer di William King (2010)

##### Warhammer Online
1. L'Impero nel Caos di Anthony Reynolds (2009)

##### Vampire Wars
1. L'Eredità di Steven Savile (2010)

#### Warhammer 40.000

##### Dawn of War
1. Alba di Guerra di Cassern S. Goto (2009)
2. L'Ascensione di Cassern S. Goto (2009)
3. La Tempesta di Cassern S. Goto (2009)

##### Eisenhorn
1. Xenos di Dan Abnett (2010)

##### The Horus Heresy
1. L'Ascesa di Horus di Dan Abnett (2010)

### Alanera Edizioni
Ad oltre un decennio di distanza, Alanera Edizioni (costola di Wyrd Edizioni) ha pubblicato romanzi Black Library dal 2021 al 2024. Come Mondadori, ha pubblicato sia romanzi mai tradotti prima in Italia che ristampe di romanzi precedentemente pubblicati, ma con traduzioni nuove o revisionate.

#### Warhammer 40.000

##### Romanzi Autonomi e Antologie
- Indomitus di Gav Thorpe (2021)
- Nexus + Altre Storie, Antologia (2023)

##### Alba di Fuoco
1. Il Figlio Vendicatore di Guy Haley (2022)
2. Il Cancello d'Ossa di Guy Haley (2023)

##### The Horus Heresy
1. L'Ascesa di Horus di Dan Abnett (2022)
2. Falsi Dei di Graham McNeill (2023)
3. Galassia in Fiamme di Ben Counter (2024)

##### Eisenhorn
1. Xeno di Dan Abnett (2022)
2. Malleus di Dan Abnett (2023)

##### Spettri di Gaunt
1. Primo e Unico di Dan Abnett (2021)
2. Creatore di Spettri di Dan Abnett (2023)

##### Space Marine Conquests
1. La Devastazione di Baal di Guy Haley (2021)

#### Warhammer Age of Sigmar

##### Romanzi autonomi
- Le Guerre delle Anime di Josh Reynolds (2022)

##### Gotrek Gurnisson
1. Sventraghoul di Darius Hinks (2022)
2. Sventragrobi di Darius Hinks (2023)

#### Warhammer Fantasy
La collana di Warhammer Fantasy ha preso il nome di Warhammer Chronicles per allinearsi con l'omonima collana di ristampe edita da Black Library.

##### Gotrek & Felix
1. Sventratroll di William King (2022)
2. Sventraskaven di William King (2023)
3. Sventrademoni di William King (2024)

### Panini
A dicembre 2024 Panini ha annunciato d'essere il nuovo editore italiano dei romanzi Black Library, comunicando l'inizio delle pubblicazioni previsto per aprile 2025.

#### Warhammer 40.000

##### Romanzi autonomi
- Il Leone: Il Figlio della Foresta di Mike Brooks (2025)
- Leviathan di Darius Hinks (2025)
- L'Infinito e il Divino di Robert Rath (2025)

##### The Horus Heresy
1. L'Ascesa di Horus di Dan Abnett (2025)
2. Falsi Dei di Graham McNeill (2025)
3. Galassia in Fiamme di Ben Counter (2025)
4. Il Volo della Eisenstein di James Swallow (2025)
5. Fulgrim di Graham McNeill (2025)